# غوستاف ليتشنر
غوستاف ليتشنر (بالكرواتية: Gustav Lechner)‏ (17 فبراير 1913 بأوسييك في كرواتيا - 5 فبراير 1987 بزغرب في كرواتيا) هو مدرب كرة قدم ولاعب كرة قدم كرواتي في مركز الوسط. شارك مع منتخب كرواتيا لكرة القدم ومنتخب يوغوسلافيا لكرة القدم. أما مع النوادي، فقد لعب مع نادي أو إف كيه بيوغراد ونادي أوسييك وHŠK Građanski Zagreb ‏ وJŠK Slavija Osijek ‏.

## وصلات خارجية
- غوستاف ليتشنر على موقع قاعدة بيانات كرة القدم.إي يو (الإنجليزية)
- غوستاف ليتشنر على موقع ناشيونال فوتبول تيمز (الإنجليزية)
- غوستاف ليتشنر على موقع عالم كرة القدم.نت (الإنجليزية)